# Мариинская больница (Москва)
Мариинская больница — больница для бедных в дореволюционной (XIX — начало XX века) Москве на Божедомке. Современный адрес комплекса зданий (как больница не функционирует): Москва, район Марьина Роща, улица Достоевского, дом 4 корпус 1 (главное здание).

## История
Больница была построена в 1806 году на средства Московского присутствия Опекунского совета учреждений императрицы Марии Фёдоровны на Божедомке (теперь улица Достоевского) и являлась одной из первых бесплатных клиник в Москве. По уставу больницы на лечение в неё мог быть принят неимущий любого пола, нации, звания и состояния. Здесь же (впервые в России) были введены должности консультантов «из посторонних для больницы знаменитых специалистов».
Больничный комплекс включал главный корпус с центральным восьмиколонным портиком ионического ордера и два боковых флигеля. По центральной оси главного корпуса была построена больничная церковь Петра и Павла. Архитекторы И. Д. Жилярди и А. А. Михайлов, чертежи выполнены Д. Кваренги (автора такой же лечебницы в Санкт-Петербурге, на Литейном проспекте). Архитектурный стиль здания относится к зрелому классицизму.
Больница открыта в 1806 году, северный и южный флигели закончены постройкой в 1813 году. В 1855—1857 годах здание больницы расширили, у флигелей надстроили третьи этажи (архитектор М. Д. Быковский). В 1857 году во дворе на средства купца В. Л. Лепёшкина была построена церковь Успения Анны (разобрана в 1920-е годы).
В 1821—1837 годах в больнице работал штаб-лекарь Михаил Андреевич Достоевский — отец великого русского писателя Федора Михайловича Достоевского, родившегося 30 октября 1821 года. Во флигеле больницы, где на казенной квартире жили его родители, в 1821 году родился Ф. М. Достоевский.
Также здесь в 4 октября 1827 родился публицист, революционер, историк, этнограф Прыжов Иван Гаврилович, отец которого — ветеран Отечественной войны 1812 — работал в этой больнице писарем.
Главным доктором больницы был А. П. Острогожский.
После 1917 года Мариинская больница получила имя Ф. М. Достоевского, в 1925 году в здании разместился Московский туберкулёзный институт.
В 1928 году в больничном флигеле открыта музей-квартира Ф. М. Достоевского (первый музей писателя). В 1936 году в парадном дворе больницы был установлен перенесённый с Цветного бульвара памятник писателю работы скульптора С. Д. Меркурова.